# Ilmari A.-E. Martola
Ilmari A.-E. Martola, finski general, * 1896, † 1986.